# Шариковая цепь

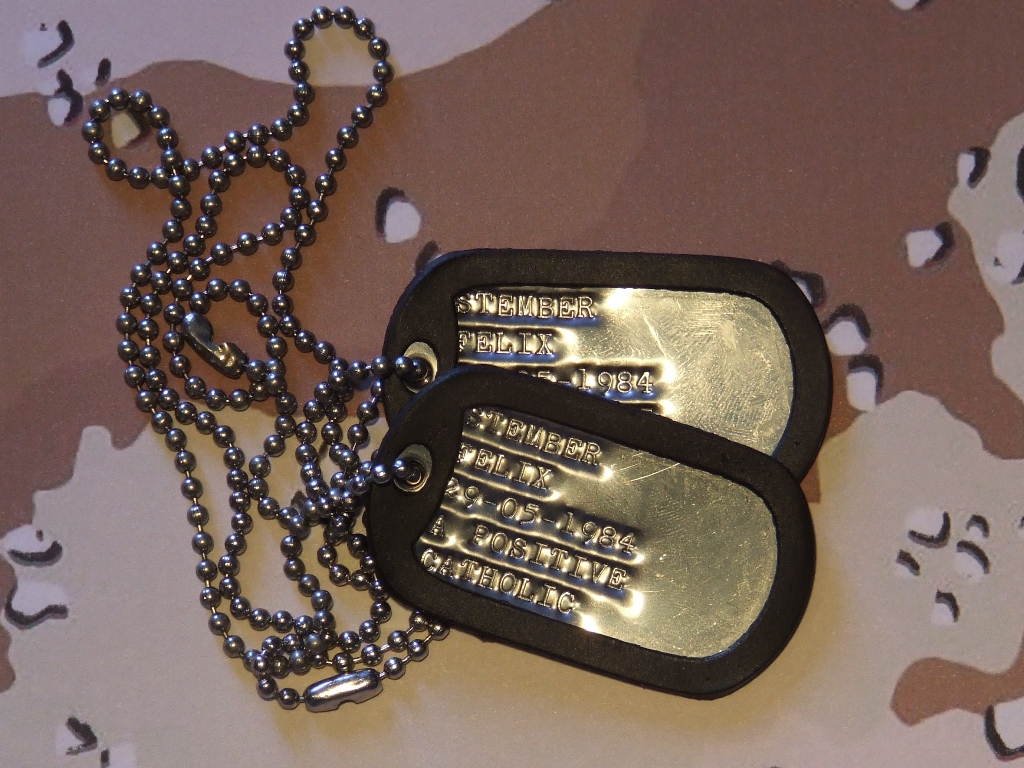
Жетоны на шариковой цепочке

Шариковая цепочка (шариковая цепь) — разновидность цепочки, состоящей из маленьких металлических шариков, соединённых друг с другом маленькими кусочками проволоки.

## Устройство
Шарики полые внутри и имеют снаружи два отверстия, диаметрально противоположных друг другу. Эти отверстия проводят кусочки проволоки, загнутые на конце наподобие гвоздика, таким образом, чтобы их кончик крепился изнутри шарика. Аналогичным образом эта проволока соединена с соседним шариком. Так многочисленные шарики с проволоками формируют цепь. Из-за такого способа соединения цепочка может неограниченно поворачиваться, что предохраняет её от изломов. Тем не менее у такой цепочки относительно слабая прочность.
Наиболее распространённая вспомогательная часть этой цепочки — соединительный зажим. С любого конца он может захватывать конечный шарик цепи, прикрепляясь к проволоке, что делает соединение более надёжным. Он может соединять как две цепочки, так и оба конца одной цепи, образовывая петлю. Соединители не требуют дополнительных приспособлений для применения, а также могут использоваться многократно.
Существует и другой вид соединителей для шариковых цепочек. В целом он похож на предыдущий, но с резьбовым отверстием на одном конце, предназначенным для подходящего ему закрепителя с другой стороны цепочки.
Часто шариковая цепь используется в качестве включателя различных осветительных приборов (в том числе потолочных вентиляторов), для брелоков и связок ключей, а также на настольных ручках и для военных жетонов.